# Гунді північноафриканський
Гунді північноафриканський, або атласький (Ctenodactylus gundi) — вид родини Гундієві (Ctenodactylidae) ряду Гризуни, один з двох видів роду Гунді (Ctenodactylus).

## Середовище проживання
Мешкає у кам'янистих пустельних областях північного Алжиру, Південно-Східного Марокко, в Тунісі та Лівії. Головним чином трапляється на південному схилі Атлаських гір на висотах 230—2 900 м над рівнем моря. Притулок собі знаходить у тріщинах, ущелинах і під скелями. Вид не риє нір і, здається, менше пристосований до умов пустелі, ніж Ctenodactylus vali чи Felovia vae. 

## Зовнішність
Довжина голови і тіла: 16—20 сантиметрів; ноги короткі, вуха плоскі, очі великі, вуса довгі, а тіло компактне.

## Поведінка
Це денний вид, який живе малими сім'ями, що нараховують від 3 до 11 дорослих особин, з яких від одного до трьох самці. Група займає спільну територію, яку маркує та захищає. Узимку вони туляться один на одного, щоб не замерзнути. Протягом раннього ранку вони гріються на сонці, поки температура досягає 20°, а потім вже приступають до їжі. Вони не п'ють води, отримуючи необхідну вологу з рослин, які споживають.

## Відтворення
Вагітність триває 73 дні, після чого народжується від одного до чотирьох малюків. Як правило, буває два виводки на рік.

## Генетика
Кількість хромосом, 2n=40.

## Загрози та охорона
Нема серйозних загроз для цього виду. Зареєстрований в Національному Парку Східних Атлас в Марокко, і, мабуть, присутній в інших охоронних областях.